# Cacao (Quebradillas)
Cacao es un barrio ubicado en el municipio de Quebradillas en el estado libre asociado de Puerto Rico. En el Censo de 2010 tenía una población de 4663 habitantes y una densidad poblacional de 405,49 personas por km².

## Geografía
Cacao se encuentra ubicado en las coordenadas 18°27′17″N 66°56′33″O / 18.45472, -66.94250. Según la Oficina del Censo de los Estados Unidos, Cacao tiene una superficie total de 11.5 km², de la cual 11.38 km² corresponden a tierra firme y (1.04%) 0.12 km² es agua.

## Demografía
Según el censo de 2010, había 4663 personas residiendo en Cacao. La densidad de población era de 405,49 hab./km². De los 4663 habitantes, Cacao estaba compuesto por el 90.22% blancos, el 4.01% eran afroamericanos, el 0.21% eran amerindios, el 0.09% eran asiáticos, el 4.18% eran de otras razas y el 1.29% pertenecían a dos o más razas. Del total de la población el 99.61% eran hispanos o latinos de cualquier raza.